# 오늘의 순정망화
《오늘의 순정망화》는 손하기 작가가 네이버 웹툰 코너에 연재하고 있는 개그와 로맨스 웹툰이다.

## 등장 인물
- 가야

그마고의 2학년 학생.우연히 '빙글뱅글' 웹툰속에 들어갔다.거란이와 친하고 고구려를 좋아하며,삼국시대의 일원이다.머리색은 진갈색,눈색은 초록색이다.(본인피셜 렌즈라고) 고구려를 꼭 구려라고 부른다.덜렁이다.
- 고구려

그마고의 2학년 학생이자 전교 1등.고구려기업의 아들.가야를 좋아하며,삼국시대의 일원이다.머리색은 진한남색,눈색은 보라색이다.성때고 부르는 것을 싫어한다(고)구려
- 백제

그마고의 3학년 학생.가야를 좋아했으나 이제는 거란을 좋아한다.삼국시대의 일원이다.머리색은 금발,눈색은 파란색.
- 신라

그마고의 1학년 학생.농구부이며,삼국시대의 일원이다.머리색은 연한갈색,눈색은 갈색이다.계백이를 좋아한다.구려와 자주 다툰다.
- 거란

그마고의 2학년 학생이자 전교부회장.머리색은 주황색,눈색은 빨간색이다.가야와 친하며,백제를 좋아한다.송나라와 김여진과 베프다.가야를 이 그룹에 끼워주었다.
- 계백이

그마고의 3학년 학생.농구부의 캡틴이였으나 공부로 인해 탈퇴한다.머리색은 초록색,눈색도 초록색이다. 신라를 좋아한다.시크한 성격이 매력있다
- 동식

그마고의 1학년 학생.농구부이며,계백이를 좋아한다.
- 켄

인기 아이돌가수이자 그마고의 2학년 학생.곰돌이 4번 요원이 빙의된다.머리색은 분홍색,눈색은 노란색이다.